# Lonchaea cristula
Lonchaea cristula är en tvåvingeart som beskrevs av Mcalpine 1964. Lonchaea cristula ingår i släktet Lonchaea och familjen stjärtflugor. Inga underarter finns listade i Catalogue of Life.